# Calotomus japonicus
Calotomus japonicus es una especie de peces de la familia Scaridae en el orden de los Perciformes.

## Características
Es de color marrón rojizo. Su iris es amarillo con una mancha marrón oscura. Los machos tienen una longitud de 265-345 mm, y las hembras 202-260 mm. La longitud máxima es de 390 mm.

## Distribución geográfica
Se encuentra en el noroeste del Océano Pacífico, incluyendo Japón, Corea del Sur y Taiwán, a lo largo de la costa.